# Ve stínu padišáha

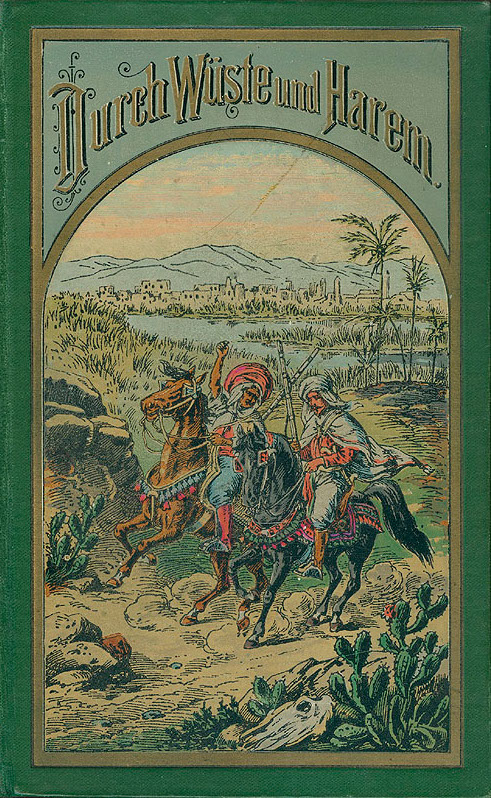
Durch Wüste und Harem, vydání z roku 1892

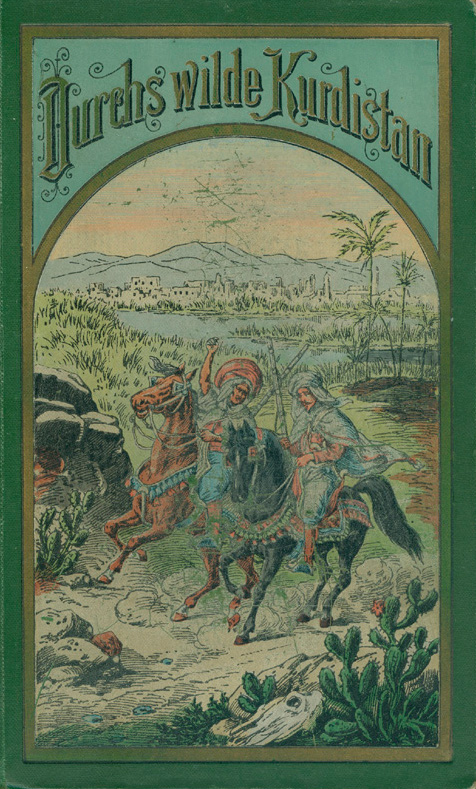
Durchs wilde Kurdistan, vydání z roku 1892

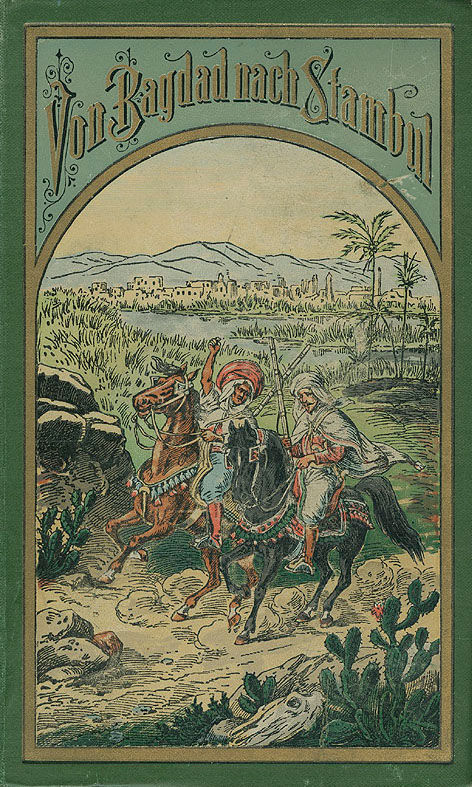
Von Bagdad nach Stambul, vydání z roku 1892

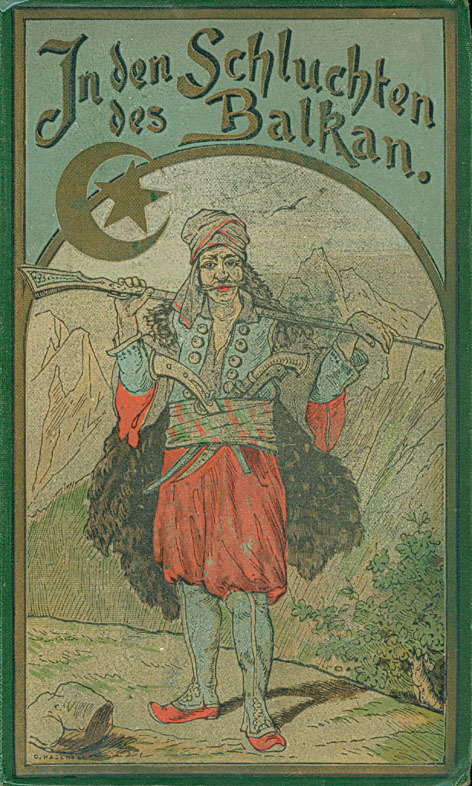
In den Schluchten des Balkan, vydání z roku 1892

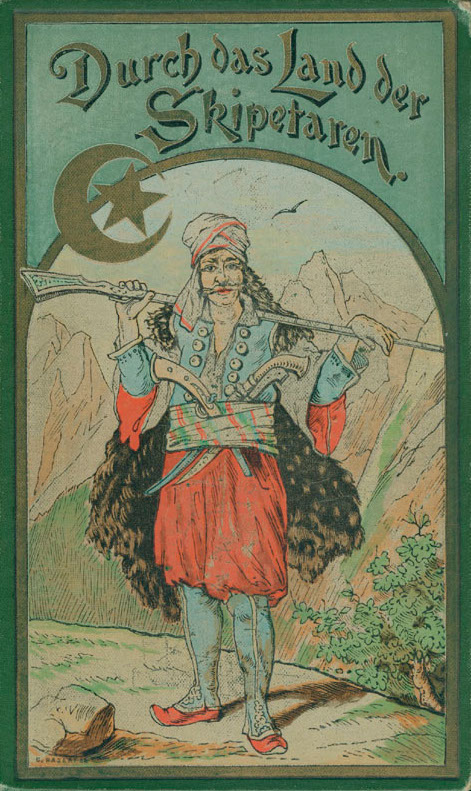
Durch das Land der Skipetaren, vydání z roku 1892

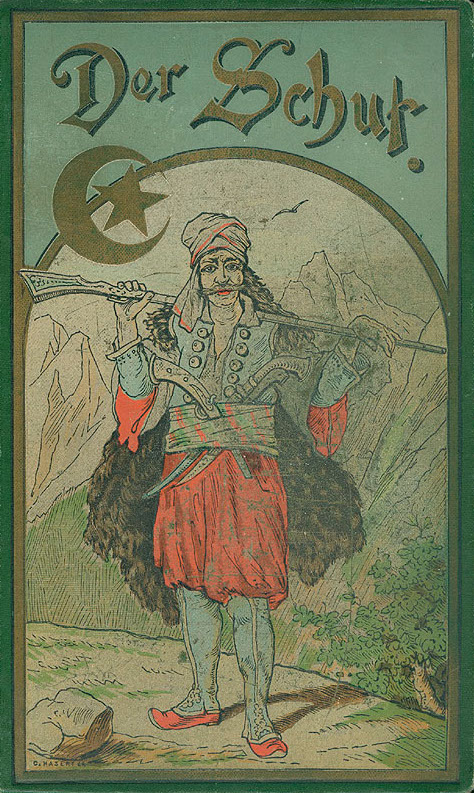
Der Schut, vydání z roku 1892

Ve stínu padišáha (Im Schatten des Grossherrn) je cyklus šesti (v první verzi sedmi) dobrodružných románů německého spisovatele Karla Maye. Hlavními hrdiny jsou Kara ben Nemsí a Hadží Halef Omar, příběh se odehrává v Orientu (proto je někdy tento cyklus také označován jako Der Orientzyklus).

## Vznik cyklu
Cyklus nejprve vycházel v letech 1880 až 1888 na pokračování v katolickém týdeníku Deutscher Hausschatz z Řezna, rozdělený do sedmi částí:
- Giölgeda padiśhanün (což je ne zcela správně turecky Ve stínu padišáha, 1880–1881),
- Reise-Abenteuer in Kurdistan (Dobrodružná cesta po Kurdistánu, 1881–1882),
- Die Todes-Karavane (Karavana smrti, 1882),
- In Damaskus und Baalbeck (V Damašku a Baalbeku, 1882–1883),
- Stambul (Cařihrad, 1883),
- Der letzte Ritt (Poslední jízda, 1884–1886),
- Durch das Land der Skipetaren (Zemí Škipetarů, 1888).

Knižním vydáním cyklu zahájil Karel May roku 1892 vydávání svých spisů v nakladatelství Friedrich Ernst Fehsenfeld ve Freiburgu. Pro toto vydání autor původní text kompletně přepracoval a nově rozdělil do šesti dílů. Díly byly opatřeny těmito tituly:
- Durch Wüste und Harem (Pouští a harémem), obsahuje zhruba dvě třetiny původní části Giölgeda padiśhanün včetně podstatné části kapitoly Der Merd-es-Scheitan, tj. U ctitelů ďábla),
- Durchs wilde Kurdistan (Divokým Kurdistánem), obsahuje dokončení původní části Giölgeda padiśhanün a celou část Dobrodružná cesta po Kurdistánu,
- Von Bagdad nach Stambul (Z Bagdádu do Cařihradu), obsahuje původní části Karavana smrti, V Damašku a Baalbeku, Cařihrad a zhruba první čtvrtinu Poslední jízdy,
- In den Schluchten des Balkan (V balkánských roklinách), obsahuje dokončení Poslední jízdy a začátek části Zemí Škipetarů,
- Durch das Land der Skipetaren (Zemí Škipetarů), obsahuje zhruba dvě třetiny části Zemí Škipetarů,
- Der Schut (Šut nebo také Žut), obsahuje dokončení části Zemí Škipetarů). Aby měl tento díl požadovaný rozsah, dopsal Karel May pro knižní vydání novelu o smrti hřebce Ríha (česky často samostatně vydávaná pod názvem Ríh!, Ríh!, Ríh!), která s původním dějem cyklu souvisí jen velmi volně.

Roku 1895 byl na nátlak nakladatele změněn název prvního dílu na Durch die Wüste (Pouští), aby nevyvolával nevhodné asociace, a pod tímto názvem je tento díl vydáván dodnes. Harém v původním názvu znamenal domácnost Ibrahíma Ma‘múra a Kara ben Nemsí zde léčil jeho manželku.
Pod stejnými názvy a pořadovými čísly (jedna až šest) vydává jednotlivé díly cyklu i nakladatelství Karl-May-Verlag v rámci Sebraných spisů Karla Maye.

## Obsah jednotlivých dílů cyklu
Vypravěčem celého cyklu je Kara ben Nemsí, který cestuje ve stínu padišáha, tj. vlastní průvodní list (ferman) podepsaný samotným sultánem neboli padišáhem, nejvyšším vládcem Osmanské říše. Na své cestě po celé severní Africe, Blízkém východě a po Balkáně je doprovázen svým věrným sluhou a přítelem Hadží Halefem Omarem, který vymyslel jeho arabské jméno a marně se ho snaží obrátit na Islám. Oba prožívají celou řadu dobrodružství a pomáhají silou, statečností i chytrostí vždy tomu, kdo je v právu. Především se ale snaží dopadnout zloducha Abú‘n Nassra, který zavraždil Halefova přítele Sádika. Proto je také na jejich pouti doprovází syn zavražděného Umar.

### Pouští
V románu Pouští (Durch die Wüste) jsme svědky toho, jak Kara ben Nemsí a Hadží Halef Omar putují severní Saharou z Alžíru do Egypta. V poušti v Tunisku objeví mrtvého muže, což je začátek jejich velkého dobrodružství. Při pronásledování vrahů je jejich společník Sádik zastřelen a zločinci uniknou. Když se Kara ben Nemsí a Halef dostanou do Káhiry, podniknou cestu proti proudu Nilu a zpět. Při plavbě po Rudém moři jsou zajati námořním lupičem. Podaří se jim uprchnout, lodí se dostanou do Džiddy, odtud putují do Mekky a přes Arabský poloostrov do Maskatu. Zde se Kara ben Nemsí seznámí s podivínským, ale statečným anglickým cestovatelem sirem Lindsayem, jehož parním člunem se hrdinové dostávají do Basry a odtud cestují přes Bagdád do města Mosul, které leží na řece Tigris v dnešním severním Iráku poblíž trosek Ninive, hlavního města starověké asyrské říše. V románu je také popsáno, jak se Halef seznámil se svou ženou Hanneh a jak Kara ben Nemsí získal darem skvostného koně jménem Ríh.

### Divokým Kurdistánem
Druhý díl cyklu, román Divokým Kurdistánem (Durchs wilde Kurdistan), se odehrává v okolí měst Mosul a Amádíja a v údolí řeky Velký Záb, tedy na území, kde se střetávají různé rituální zvyky východních náboženství, jejichž vyznavači vedou mezi sebou nelístostné boje. Hrdinové nejprve pobývají mezi lidmi ze sekty Jezídů, kterým pomohou ubránit se proti zločinnému spiknutí, a zabrání kruté krevní mstě mezi islámskými Kurdy a křesťanskými nestoriány. Kara ben Nemsí se seznámí s kurdskou princeznou a vědmou Marah Durimeh, která si jej velmi oblíbí.

### Z Bagdádu do Cařihradu
Román Z Bagdádu do Cařihradu (Von Bagdad nach Stambul) začíná v Kurdistánu na hranicích Persie. Odtud cestují naši přátelé podél řeky Tigridu zpět do Bagdádu, v jehož okolí navštíví také starověký Babylón. Setkají se s tzv. karavanou smrti, tj. s karavanou, která veze mrtvé k pohřbu do svatých islámských míst (duše takto pochovaných se má podle islámských duchovních dostat přímo do ráje). Takováto karavana šíří kolem sebe nejen strašlivý puch rozkládajících se mrtvol, ale může být i zdrojem morové nákazy. Kara ben Nemsí i Hadží Halef Omar skutečně morem onemocní, ale jejich silná tělesná konstrukce je zachrání a oba se vyléčí. Různými oklikami (Halef například navštíví svou ženu a dozvídá se, že se mu narodil syn, kterého pojmenuje Kara ben Halef) pak dorazí do Damašku. Odtud putují přes ruiny starověkého města Baalbeku do Bejrútu a škunerem po Středozemním moři do Cařihradu (starší český název pro Istanbul). Nyní se děj cyklu přesouvá do Evropy na Balkán, nejprve do města Edirne (česky Drinopol).

### V balkánských roklinách
Ve čtvrtém dílu cyklu, v románu V balkánských roklinách (In den Schluchten des Balkan), putuje Kara ben Nemsí a jeho přátelé z Edirne přes území dnešního jižního Bulharska. Nejprve jedou údolím řeky Ardy a pak se po různých dobrodružstvích dostanou do Melniku. Odtud pokračují do Ostromci (dnešní severomakedonská Strumica), kde narazí na údajně svatého starce jménem Mübarek, ze kterého se ale vyklube podvodník a spolupracovník banditů, vedených tajemným zločincem Žutem (Mübarek v přestrojení za žebráka dává zločincům tipy na loupežná přepadení).

### Zemí Škipetarů
Na počátku pátého dílu cyklu, románu Zemí Škipetarů (Durch das Land der Skipetaren), utečou Mübarek a jeho přisluhovači z vězení. Při jejich pronásledování Kara ben Nemsí a jeho přátelé projíždějí především tou částí dnešní Severní Makedonie, která je obývána nebezpečnými Škipetary (starší český název pro Albánce). Na své cestě se setkávají s podplacenými tureckými četníky i soudci a ubrání se mnoha zákeřným úkladům. Mübarek je sice zraněn, ale přesto on i tajemný Žut stále unikají. Hrdinové se při sledování jejich stop dostávají až do vesnice Rumelie, poblíž Skopje.

### Žut
Závěrečný díl cyklu, román Žut (Der Schut), začíná dopadením Mübareka. Kara ben Nemsí a jeho přátelé zamíří po jeho stopách z Rumelie přímo na západ k planině Šar-Dag na hranicích Severní Makedonie, Kosova a Albánie a po překročení řek Treska a Vardar jej nacházejí v jedné vesnici, kde jej jeho spoluviníci opustili umírajícího na pokročilou otravou krve, způsobenou neodborně ošetřeným zraněním. V další vesnici jménem Rugova, ležící u řeky Drin na území dnešní Albánie se naši přátelé setkají s Peršanem Karou Nirvánem a odhalí, že právě on je hledaným zločincem Žutem (jméno je odvozeno od jeho žluté pleti). Tomu se sice podaří uprchnout, ale na útěku se zřítí i s koněm do propasti. Současně je dopaden i Abú‘n Nassr, kterého Umar v souboji oslepí. Tím příběh v podstatě končí. Naši přátelé se ještě vydají do Skadaru a odtud na pobřeží Jaderského moře. Zde se nalodí na parník, odplují do Jaffy (dnes ve dvojměstí s Tel Avivem) a odtud podniknou cestu do Jeruzaléma (to již však není, jak píše v závěru Karel May, obsahem této knihy).

## Česká vydání
První vydání orientálního cyklu Karla Maye se datuje do let 1898–1900, kdy vyšla hned dvě vydání, jedno v Benediktinském nakladatelství a knihkupectví v Brně v překladu Oskara Flögla, kde však s největší pravděpodobností vyšly pouze první dva díly Pouští (1898) a Divokým Kurdistánem (1899), a druhé již šestidílné v pražském nakladatelství Josef R. Vilímek v překladu Stanislava Vraného a s ilustracemi Josefa Ulricha, obě pod názvem Po stopě zlého činu. Josef R. Vilímek vydal opět cyklus ještě v letech 1904–1905 a 1908–1909 (toto vydání bylo bez ilustrací).
V letech 1930–1931 vydalo cyklus nakladatelství Toužimský a Moravec již pod názvem Ve stínu padišaha opět v překladu Stanislava Vraného a s ilustracemi Josefa Ulricha (jen v prvním díle jsou navíc ilustrace Věnceslava Černého). Nakladatel rozdělil cyklus do osmi dílů:
- Pouští (1930),
- U ctitelů ďábla (1930), díl je vytvořen z konce původního prvního dílu a z počátku dílu druhého, tj. z vyprávění, týkajícího se pobytu Kary ben Nemsího mezi jezídy,
- Divokým Kurdistánem (1930),
- Z Bagdadu do Stambulu (1930),
- V roklinách balkánských (1930),
- V zemi Škipetarů (1931),
- V horách Šar-Daghu (1931), díl je vytvořen z konce původního pátého dílu a z počátku dílu šestého,
- Šut (1931), aby svazek dosáhl potřebného počtu stran, doplnil jej nakladatel čtyřmi povídkami pod názvem Návraty k Haddedihnům (Ríh!, Ríh!, Ríh!, Kristova krev, Nur er šema a Mater dolorosa).

Další české vydání vyšlo až po čtyřiceti letech, protože komunističtí cenzoři neměli Karla Maye příliš v lásce. Cyklus vydalo v letech 1970–1973 nakladatelství Olympia s ilustracemi Gustava Kruma v šesti dílech (druhé vydání ve stejném překladu a se stejnými ilustracemi je z let 1992–1993):
- Pouští (1970), přeložila Vlasta Dvořáčková (jako František Dušek),
- Divokým Kurdistánem (1971), přeložil Tomáš Glückauf,
- Z Bagdádu do Cařihradu (1971), přeložila Helena Nebelová,
- V balkánských roklinách (1972), přeložila Veronika Homolová,
- Zemí Škipetarů (1972), přeložil Jiří Sirotek,
- Žut (1973), přeložil Tomáš Glückauf.

„Raritou“ je zkrácené sešitové vydání cyklu z roku 1992 v Hanáckém nakladatelství A-MOR z Vyškova, kde však z vyšly pouze první dva díly – Pouští a Divokým Kurdistánem, každý z nich vyšel ve dvou sešitech.
V letech 2010–2012 vydávalo cyklus brněnské nakladatelství Návrat. Vydalo však jen první dva díly s původním názvem Pouští a harémem I-II v překladu Stanislava Vraného, dále s vydáváním cyklu nepokračovalo..